# Municipio Guanay
Das Municipio Guanay liegt im Departamento La Paz im südamerikanischen Anden-Staat Bolivien.

## Lage im Nahraum
Das Municipio Guanay ist eines von acht Municipios der Provinz Larecaja und liegt im östlichen Teil der Provinz. Es grenzt im Norden an die Provinz Franz Tamayo, im Nordwesten an das Municipio Mapiri, im Westen an das Municipio Tipuani und das Municipio Sorata, im Südwesten an die Provinz Omasuyos, im Süden an die Provinz Los Andes, im Südosten an die Provinz Murillo, im Osten an die Provinz Caranavi und im Nordosten an das Municipio Teoponte.
Das Municipio misst von Norden nach Süden bis zu 90 Kilometer, von Westen nach Osten bis zu 75 Kilometer. Das Municipio hat 59 Ortschaften (localidades), der zentrale Ort des Municipios ist die Stadt Guanay mit 4165 Einwohnern (Volkszählung 2012) im zentralen Teil des Municipios, die zweitgrößte Ortschaft ist Carura mit 922 Einwohnern.

## Geographie
Das Municipio Guanay liegt nordöstlich des Titicacasees am Ostrand der Anden-Gebirgskette der Cordillera Real im bolivianischen Yungas-Tiefland im Einzugsbereich des Río Beni, eines der wichtigen Flüsse des Amazonas-Tieflandes.
Die mittlere Durchschnittstemperatur der Region liegt bei knapp 26 °C (siehe Klimadiagramm), der Jahresniederschlag beträgt etwa 1600 mm. Die Region weist keinen ausgeprägten Temperaturverlauf auf, die Monatsdurchschnittstemperaturen schwanken nur unwesentlich zwischen 23 °C im Juni und Juli und 27 °C von November bis Januar, und auch die Tages- und Nachttemperaturen weisen nur geringe Schwankungen auf. Die Monatsniederschläge liegen zwischen unter 50 mm in den Monaten Juni und Juli und über 200 mm von Dezember bis Februar.

## Bevölkerung
Die Einwohnerzahl des Municipios Guanay ist zwischen 1992 und 2024 um ein Fünftel angestiegen:
| Jahr | Einwohner | Quelle       |
| ---- | --------- | ------------ |
| 1992 | 13.629    | Volkszählung |
| 2001 | 11.528    | Volkszählung |
| 2012 | 14.788    | Volkszählung |
| 2024 | 16.373    | Volkszählung |

Das Municipio hatte bei der letzten Volkszählung von 2024 eine Bevölkerungsdichte von 2,4 Einwohnern/km², die Lebenserwartung der Neugeborenen im Jahr 2001 lag bei 59,0 Jahren, die Säuglingssterblichkeit war von 9,0 Prozent (1992) auf 7,8 Prozent im Jahr 2001 gesunken, der Alphabetisierungsgrad bei den über 6-Jährigen betrug 88,6 Prozent.
93,4 Prozent der Bevölkerung sprechen Spanisch, 32,0 Prozent sprechen Aymara, und 14,7 Prozent Quechua. (2001)
54,2 Prozent der Bevölkerung haben keinen Zugang zu Elektrizität, 43,3 Prozent leben ohne sanitäre Einrichtung (2001).
70,5 Prozent der 2.828 Haushalte besitzen ein Radio, 26,1 Prozent einen Fernseher, 13,1 Prozent ein Fahrrad, 1,0 Prozent ein Motorrad, 2,5 Prozent ein Auto, 13,6 Prozent einen Kühlschrank, 1,1 Prozent ein Telefon. (2001)

## Politik
Ergebnis der Regionalwahlen (concejales del municipio) vom 4. April 2010:
| Wahl- berechtigte |  | Wahl- beteiligung | gültige Stimmen |  | MAS-IPSP | MSM    | ASP    | M.P.S. |
| ----------------- |  | ----------------- | --------------- |  | -------- | ------ | ------ | ------ |
| 5.232             |  | 4.407             | 3.024           |  | 1.318    | 764    | 654    | 288    |
|                   |  | 84,2 %            | 68,6 %          |  | 43,6 %   | 25,3 % | 21,6 % | 9,5 %  |

Ergebnis der Regionalwahlen (elecciones de autoridades políticas) vom 7. März 2021:
| Wahl- berechtigte |  | Wahl- beteiligung | gültige Stimmen |  | MAS-IPSP | PBCSP   | J.A.LLALLA.L.P. | MTS    | SOL.BO | ASP    | UN     |
| ----------------- |  | ----------------- | --------------- |  | -------- | ------- | --------------- | ------ | ------ | ------ | ------ |
| 7.988             |  | 6.711             | 5.623           |  | 2.655    | 1.354   | 614             | 504    | 118    | 98     | 82     |
|                   |  | 84,01 %           | 83,79 %         |  | 47,22 %  | 24,08 % | 10,92 %         | 8,96 % | 2,10 % | 1,74 % | 1,46 % |

## Gliederung
Das Municipio untergliederte sich bei der letzten Volkszählung von 2012 in die folgenden sieben Kantone (cantones):
- 02-0602-01 Kanton Guanay – 35 Gemeinden – 8.179 Einwohner
- 02-0602-02 Kanton San Juan de Challana – 15 Gemeinden – 1.800 Einwohner
- 02-0602-03 Kanton San Miguel – 1 Gemeinde – 57 Einwohner
- 02-0602-05 Kanton Santa Rosa de Challana – 14 Gemeinden – 2.492 Einwohner
- 02-0602-07 Kanton Mariapu – 13 Gemeinden – 1.787 Einwohner
- 02-0602-08 Kanton Pajonal Vilaque – 1 Gemeinde – 307 Einwohner
- 02-0602-09 Kanton Sapucuni – 3 Gemeinden – 166 Einwohner

## Ortschaften im Municipio Guanay
- Kanton Guanay
  - Guanay 4165 Einw. – Candelaria 711 Einw. – Wituponte 579 Einw.

- Kanton San Juan de Challana
  - Amaguaya 290 Einw. – Uma Palca 262 Einw. – Pablo Amaya 215 Einw. – San Juan de Challana 202 Einw. – Minero La Fabulosa 114 Einw.

- Kanton Santa Rosa de Challana
  - Challana Pampa 290 Einw.

- Kanton Mariapu
  - Carura 922 Einw.